# 斯坦科·托多罗夫

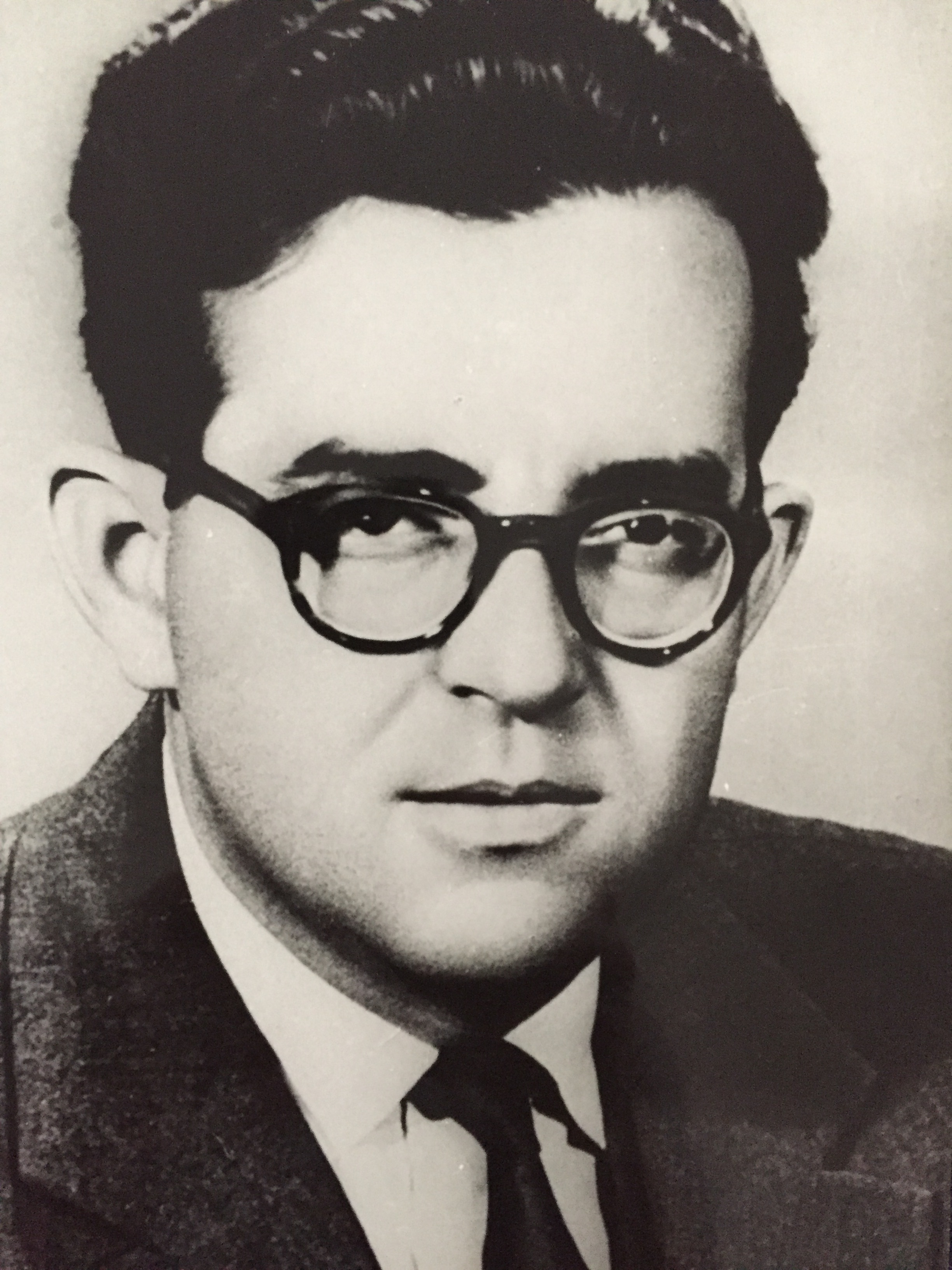
斯坦科·托多罗夫

斯坦科·托多罗夫·格奥尔基耶夫（1920年12月10日—1996年12月17日），保加利亚共产主义政治家。1971年7月7日－1981年6月16日任保加利亚部长会議主席。

## 生平
托多罗夫出生在保加利亚贝尔尼克省一个矿工家庭，二战前和期间他是一个工人。他参加進歩青年運動，在1943年加入了保加利亚共产党。1944年9月参加人民武装起义。1947年－1950年托多罗夫任劳动青年同盟中央委員会書記。
1948年共产主义者在保加利亚上台，托多罗夫任共产党索菲亞州委員会書記，1950年－1952年任共产党布尔加斯州委員会第一書記，1954年当选中央委員会委員。1959年12月－1961年11月当选政治局員候補委員、1961年11月当选政治局委員。1957年－1959年、1966年－1971年担任党中央委員会書記。1952年当选国民議会議員。
1952年－1957年任農業部长。1959年－1966年任部长会議副主席，1971年7月7日－1981年6月16日任保加利亚部长会議主席。
1990年保加利亚举行第一次多党选举，他支持保加利亚共产党改革，7月6日－17日担任臨時总统。他赢得了议会席位的选举，但因健康原因辞职。1996年12月17日死去（76岁）。